# روپرت کراتسر
روپرت کراتسر (انگلیسی: Rupert Kratzer; ۱۶ فوریهٔ ۱۹۴۵ – ۲۳ سپتامبر ۲۰۱۳) دوچرخه‌سوار اهل آلمان بود.